# Fußballnationalmannschaft der Britischen Jungferninseln (Frauen)
Die Fußballfrauennationalmannschaft der Britischen Jungferninseln repräsentiert das britische Überseegebiet der Britischen Jungferninseln in der Karibik im internationalen Frauenfußball.

## Geschichte
Der nationale Verband British Virgin Islands Football Association ist Mitglied im Weltverband FIFA und im Regionalverband CONCACAF. Daher sind sie an der Qualifikation für die CONCACAF W Championship berechtigt. Erstmals an einem Qualifikationsturnier nahm die Mannschaft im Vorfeld des CONCACAF Women’s Gold Cup 2006 teil. Hier scheiterte man wie auch bei der Qualifikation für die Weltmeisterschaft 2007 an der Mannschaft der Amerikanischen Jungferninseln. Danach dauerte es bis zum Jahr 2022, bis die Mannschaft wieder an einer Qualifikationsphase teilnahm. Diesmal reichte es in der Gruppe durch vier Niederlagen nur zum letzten Tabellenplatz.
Zudem gelang in der kompletten Geschichte der Mannschaft bislang noch kein offiziell zu verzeichnender Sieg.

## Weltmeisterschaft
| - 1991: keine Teilnahme, erstes Spiel erst 2000 - 1995: keine Teilnahme, erstes Spiel erst 2000 - 1999: keine Teilnahme, erstes Spiel erst 2000 - 2003: nicht gemeldet - 2007: nicht qualifiziert | - 2011: nicht gemeldet - 2015: nicht gemeldet - 2019: nicht gemeldet - 2023: nicht qualifiziert |

## CONCACAF W Championship / CONCACAF Women’s Gold Cup
| - 1991: keine Teilnahme, erstes Spiel erst 2000 - 1993: keine Teilnahme, erstes Spiel erst 2000 - 1994: keine Teilnahme, erstes Spiel erst 2000 - 1998: keine Teilnahme, erstes Spiel erst 2000 - 2000: nicht gemeldet - 2002: nicht gemeldet | - 2006: nicht qualifiziert - 2010: nicht gemeldet - 2014: nicht gemeldet - 2018: nicht gemeldet - 2022: nicht qualifiziert |